# Wanniyala
Wanniyala is een geslacht van spinnen uit de familie trilspinnen (Pholcidae).

## Soorten
Het geslacht kent de volgende soorten:
- Wanniyala agrabopath Huber & Benjamin, 2005
- Wanniyala hakgala Huber & Benjamin, 2005